# Assiminea translucens
Assiminea translucens is een slakkensoort uit de familie van de Assimineidae. De wetenschappelijke naam van de soort is voor het eerst geldig gepubliceerd in 1864 door Carpenter.